# Zamacra flabellaria
Zamacra flabellaria är en fjärilsart som beskrevs av Ernst Wilhelm Heeger 1838. Zamacra flabellaria ingår i släktet Zamacra och familjen mätare. Inga underarter finns listade i Catalogue of Life.